# Tjeuresapetjärnen
Tjeuresapetjärnen är en sjö i Jokkmokks kommun i Lappland och ingår i Luleälvens huvudavrinningsområde. Sjön har en area på 0,062 kvadratkilometer och ligger 256,3 meter över havet. Sjön avvattnas av vattendraget Skaitebäcken.

## Delavrinningsområde
Tjeuresapetjärnen ingår i det delavrinningsområde (738080-172096) som SMHI kallar för Mynnar i Flarkån. Medelhöjden är 244 meter över havet och ytan är 22,64 kvadratkilometer. Det finns inga avrinningsområden uppströms utan avrinningsområdet är högsta punkten. Skaitebäcken som avvattnar avrinningsområdet har biflödesordning 3, vilket innebär att vattnet flödar genom totalt 3 vattendrag innan det når havet efter 145 kilometer. Avrinningsområdet består mestadels av skog (67 procent) och sankmarker (29 procent). Avrinningsområdet har 0,14 kvadratkilometer vattenytor vilket ger det en sjöprocent på 0,6 procent.